# Lucas Rodrigues da Silva
Lucas Rodrigues da Silva (* 5. Juli 2001 in Rio de Janeiro) ist ein brasilianischer Leichtathlet, der sich auf den Sprint spezialisiert hat.

## Sportliche Laufbahn
Erste Erfahrungen bei internationalen Meisterschaften sammelte Lucas Rodrigues da Silva im Jahr 2018, als er im 100-Meter-Lauf bei den Olympischen Jugendspielen in Buenos Aires startete und dort auf den zehnten Platz gelangte. Im Jahr darauf gewann er bei den U20-Südamerikameisterschaften in Cali in 10,40 s die Silbermedaille über 100 Meter und siegte in 40,30 s mit der brasilianischen 4-mal-100-Meter-Staffel. Anschließend gelangte er bei den U20-Panamerikameisterschaften in San José mit 10,58 s auf den siebten Platz im Einzelbewerb und gewann mit der 4-mal-100-Meter-Staffel in 39,42 s die Bronzemedaille, wie auch mit der 4-mal-400-Meter-Staffel in 3:02,84 min. 2021 gewann er bei den U23-Südamerikameisterschaften in Guayaquil in 10,41 s die Silbermedaille hinter seinem Landsmann Erik Cardoso und auch im 200-Meter-Lauf sicherte er sich in 20,52 s die Silbermedaille hinter dem Ecuadorianer Anderson Marquinez. Zudem wurde er mit der 4-mal-100-Meter-Staffel disqualifiziert. Anschließend belegte er bei den erstmals ausgetragenen Panamerikanischen Juniorenspielen in Cali in 10,40 s den vierten Platz über 100 Meter und gewann in 20,68 s die Bronzemedaille über 200 Meter hinter Anderson Marquinez aus Ecuador und seinem Landsmann Lucas Vilar. Zudem siegte er in 39,21 s in der 4-mal-100-Meter-Staffel. Im Jahr darauf wurde er bei den Ibero-Amerikanischen Meisterschaften in La Nucia im Finale disqualifiziert und gewann im Staffelbewerb in 39,32 s die Bronzemedaille hinter den Teams aus Spanien und der Dominikanischen Republik. Zuvor siegte er in 20,41 s über 200 Meter beim Grande Prêmio Brasil Caixa und im Juli schied er dann bei den Weltmeisterschaften in Eugene mit 20,90 s in der ersten Runde aus. Im September belegte er bei den U23-Südamerikameisterschaften in Cascavel in 10,31 s den vierten Platz über 100 Meter und gewann in 20,42 s die Silbermedaille über 200 Meter hinter seinem Landsmann Renan Gallina. Zudem sicherte er sich in der 4-mal-100-Meter-Staffel in 39,61 s die Silbermedaille hinter dem Team aus Kolumbien. Kurz darauf siegte er in 20,89 s über 200 Meter bei den Südamerikaspielen in Asunción und kam mit der 4-mal-100-Meter-Staffel nicht ins Ziel. Zudem gewann er mit der 4-mal-400-Meter-Staffel in 3:06,79 min gemeinsam mit Vitor Hugo de Miranda, Douglas Mendes und Lucas Carvalho die Silbermedaille hinter dem Team aus Venezuela.
2023 schied er bei den Südamerikameisterschaften in São Paulo mit 20,98 s im Vorlauf über 200 Meter aus und schied anschließend auch bei den Weltmeisterschaften in Budapest mit 20,86 s in der ersten Runde aus.
2022 wurde Rodrigues da Silva brasilianischer Meister im 200-Meter-Lauf.

## Persönliche Bestzeiten
- 100 Meter: 10,27 s (+2,0 m/s), 4. September 2021 in Bragança Paulista
- 200 Meter: 20,34 s (+0,3 m/s), 27. April 2022 in São Paulo